# Gočova
Gočova – wieś w Słowenii, na Podrawiu, w gminie Sveta Trojica v Slovenskih goricah. W 2002 roku zamieszkiwana była przez 279 osób.